# Bernardo Provenzano
Pour les articles homonymes, voir Provenzano.
 (juillet 2016).
Bernardo Provenzano, né le 31 janvier 1933 à Corleone en Sicile et mort le 13 juillet 2016 à Milan, est un criminel italien, membre dirigeant de la mafia sicilienne Cosa Nostra, surnommé « Le tracteur », puis « Le Comptable ».
Il entre dans la clandestinité en 1963 pour être arrêté en 2006, soit une cavale de près de 43 ans. Durant cette période, il devient le bras droit de Toto Riina et tous deux prennent l'ascendant sur les familles palermitaines durant la seconde guerre de la mafia dans les années 1980. Lorsque Riina est arrêté en 1993, Provenzano devient Capo di tutti capi (Chef de tous les chefs) de Cosa Nostra. Sous son règne, Cosa Nostra cesse les attentats et les meurtres spectaculaires et se fait discrète pour se recentrer sur des activités plus lucratives.

## Jeunesse
Il est né et a grandi à Corleone, troisième de sept frères nés dans une famille de paysans. Provenzano quitte l'école à dix ans sans avoir terminé son primaire. Il travaille dans les champs et rejoint la Mafia à la fin de son adolescence, en commençant par voler du bétail et de la nourriture pour le compte de Michele Navarra, chef de la famille mafieuse de Corleone de l'époque. 
Il est réformé du service militaire en 1955 à cause d'un « profil inadapté », ce qui lui permet de se marier à Clémentina Vorviti et de poursuivre son commerce de boucher clandestin. En 1956, il participe à son premier règlement de comptes à main armée, dont il sort avec une blessure à la tête et pour lequel il est inculpé une première fois. 
Provenzano devient proche de Luciano Leggio, un mafieux jeune et ambitieux, qui entre en guerre contre Navarra au milieu des années 1950. En août 1958, Provenzano est l'un des 14 hommes de Leggio qui se sont mis en embuscade et assassinent Michele Navarra. 
Leggio devient parrain. Au cours des cinq années suivantes, Provenzano aide Leggio à traquer et à tuer un grand nombre de partisans survivants de Navarra. C'est à cette époque qu'il gagne son surnom de « tracteur ». Car selon RFI « Il labourait partout où il passait. Il était comme Attila, après lui, l'herbe ne repoussait plus », comme le notifie l'un de ses complices.

## Clandestinité et ascension au sein de Cosa Nostra
En mai 1963, Provenzano entre dans la clandestinité après l'échec d'une tentative d'assassinat contre le mafioso Francesco Paolo Streva, homme de main de Navarra. À cette époque, il ne craignait pas la police, mais la vendetta lancée par la mafia. Leggio dit de Provenzano: "Il tire comme un dieu, mais malheureusement, il a une cervelle d'oiseau". Le 10 septembre 1963, un mandat d'arrêt est émis contre Provenzano pour la tentative d'assassinat contre Streva et association mafieuse. Dès lors, Provenzano, comme le reste des Corleonesi, passera la majeure partie de sa vie dans la clandestinité. En 1974, Leggio fut arrêté et emprisonné à vie pour l'assassinat de Michele Navarra, laissant effectivement Totò Riina prendre sa succession. Provenzano devient le commandant en second des Corleonesi, le bras droit de Riina.
Le 10 décembre 1969, Provenzano participe au massacre de Viale Lazio avec le meurtre de Michele Cavataio et de ses trois gardes du corps pour son rôle dans la première guerre de la mafia. Mais l'attaque tourne mal. Avant de mourir, Cavataio riposte et tue Calogero Bagarella (un des frères aînés de Leoluca Bagarella, lui-même le beau-frère de Totò Riina). Selon la légende, Provenzano aurait sauvé sa vie avec sa mitraillette Beretta 38/A et aurait gagné une réputation de tueur. Cependant, selon Gaetano Grado, l'un des participants au massacre qui, plus tard, est devenu un témoin du gouvernement, Provenzano a failli faire rater l'attaque en tirant trop tôt. Il est le parrain du maire de Palerme en 1970-71, Vito Ciancimino (qui devint en 1992 le premier politicien à être condamné à la suite des révélations de Tommaso Buscetta).
Pendant le règne de Riina comme parrain, les autorités pensent que Provenzano faisait fonctionner en coulisse l'aspect financier des entreprises criminelles que lui et Riina orchestraient par le biais de sociétés écran et de différents prête-noms. Ils percevaient des commissions sur les travaux publics, le trafic d'armes mais surtout sur le trafic d'héroïne (la French Connection). On ne sait pas dans quelle mesure Provenzano a participé à la deuxième guerre de la mafia de 1981-82, initiée par Riina, qui a entraîné la mort de clans Badalamenti-Bontate-Inzerillo et a fait des Corleonesi la faction dominante de Cosa Nostra.

## Capo di tutti Capi: Chef de Cosa Nostra
Salvatore Riina est arrêté en janvier 1993 et est condamné à vie pour avoir ordonné des dizaines de meurtres, dont les deux célèbres attentats à la bombe de 1992 (le massacre de Capaci et celui de via D'Amelio) qui ont tué les procureurs Giovanni Falcone et Paolo Borsellino, chargés du maxi-Procès du milieu des années 1980. Provenzano a été condamné par contumace pour les mêmes meurtres.
Bernardo Provenzano devient le chef de la famille des Corleonesi, et le capo di tutti capi de toute la Cosa Nostramais il avait entretenu des relations conflictuelles avec Leoluca Bagarella, autre patron Corleonesi de la « cupola (en) », pour la stratégie meurtrière de Bagarella. Parce qu'il se sent puissant et invulnérable, sa femme et ses deux enfants, qui l'avaient suivi dans la clandestinité, réapparaissent et reviennent vivre à Corleone. Dès lors, les autorités le croient mort. Mais en 1993, il envoie une lettre dans laquelle il désigne ses avocats pour un futur procès le concernant. En 1995, Provenzano a presque été arrêté par les carabiniers avec l'aide du l'informateur Luigi Ilardo mais les carabiniers n'étaient autorisés et Ilardo a été tué le 10 mai 1996. La traque reprend, il faudra 11 ans de plus pour l'interpeller.
Ses treize années de commandement suprême sont surnommées « Pax Mafiosa » car Provenzano change de tactique par rapport à Riina : il comprend que la guerre avec l'État est néfaste à l'organisation. Il ordonne donc la fin des attentats et des meurtres spectaculaires dans le but d'endormir l'attention des autorités et ainsi mieux pénétrer la société sicilienne. Il espère ainsi faire modifier le régime carcéral, le 41-bis, extrêmement dur pour les cadres de Cosa Nostra.
Inculpé dans des centaines de meurtres et massacres, il a été condamné à de nombreuses perpétuités dans les procès antimafia depuis le début des années 1980 par les « repentis ».
La plupart de ses collaborateurs des clans corleonais ne connaissaient pas son visage. Il ne communiquait que par des messages codés sur papier avec ses hommes de confiance.

## Arrestation
Fugitif depuis 1963, la dernière photo de lui datait de 1959 où il porte un costume pour la Saint-Valentin avec de la gomina dans les cheveux. Un portrait-robot avait pu être établi en 2005 grâce aux témoignages des médecins d'une clinique à Marseille, où il avait été soigné plusieurs semaines fin 2002 pour une tumeur à la prostate remboursée par la sécurité sociale italienne, alors qu'il est fugitif. Il se fait passer pour un boulanger. Les autorités ne connaissent que trois éléments : son poids, sa taille et une cicatrice qu'il a au cou. 
Après des remontées de filières criminelles entre la Belgique et l'Italie entre 2003 et 2006 et l'installation de micros dans tous les alentours de Corleone, même dans les oliviers, à l'issue de 43 ans de cavale, Provenzano a finalement été arrêté le 11 avril 2006 dans une ferme à Montagna dei Cavalli, à trois kilomètres de Corleone en Sicile par Renato Cortese, chef de la police palermitaine affectée à la traque des chefs mafieux, après une traque de huit ans.
L'arrestation de Bernardo Provenzano marque la fin d'un contrôle hiérarchisé de la mafia sicilienne, au profit du retour à un ensemble de clans fidèles à leurs chefs mais réticents à suivre un chef unique. Provenzano n'ayant pas désigné de successeurs, la lutte de pouvoir entre les clans reprend et Salvatore Lo Piccolo et ses alliés s'affrontent aux derniers représentants du Clan des Corleonesi jusqu'à son arrestation en novembre 2007.

## Procès
Le 28 mai 2007 s'ouvre devant la cour d'assises de Palerme le procès des deux chefs de la mafia sicilienne, Bernardo Provenzano et Toto Riina. Les faits remontent à la fusillade survenue le 10 décembre 1969 et connue comme le « massacre de Viale Lazio »,  dont il est considéré être l'un des acteurs directs et qui a permis au clan des Corléonais de Provenzano et de Riina d'éliminer le chef Michele Cavataio et 6 hommes de Cosa Nostra à Palerme.
Âgé de 74 ans, Provenzano a été condamné seulement pour ce crime parce qu'auparavant il avait déjà été condamné 12 fois à perpétuité par contumace dans le Maxi-procès et pour les massacres des juges antimafia Giovanni Falcone et Paolo Borsellino en 1992 ordonnés par Riina, Provenzano et autres Corleonesi.
Fin 2009, le général Mario Mori, ex-chef du Raggruppamento operativo speciale des carabinieri puis directeur du SISDE (it), fut inculpé, étant accusé d'avoir délibérément retardé la capture de Provenzano. Ce procès est lié de près aux révélations faites par Massimo Ciancimino, le fils de l'ex-maire de Palerme.

## Incarcération et mort
Il est incarcéré dans différentes prisons de haute sécurité d'Italie, sans radio, ni télévision. Sa santé commence à décliner. En 2011, on lui détecte un cancer de la vessie. En 2012, il tente de se suicider en s'étouffant avec un sac plastique. Il souffre aussi de la maladie de Parkinson. Des images de caméras de surveillance sont diffusées à la télévision. On le voit en pleine confusion mentale alors qu'exceptionnellement, il a pu rencontrer sa famille. Il décède le 13 juillet 2016 à l'hôpital pénitentiaire de Milan.

### Sources et bibliographie
- (en) Alexander Stille, Excellent Cadavers, Vintage, 1995, 467 p. (ISBN 0-09-959491-9)
- (en) Alison Jamieson, The Antimafia : Italy's Fight Against Organized Crime, MacMillan Press Ltd, 2000, 257 p. (ISBN 0-312-22911-9)
- (en) John Dickie, Cosa Nostra : A History of the Sicilian Mafia, Coronet, 2004, 483 p. (ISBN 0-340-82435-2)
- Clare Longrigg, Bernardo Provenzano, le parrain des parrains, Buchet Chastel, 2010 (ISBN 978-2-283-02372-3)